# Kanton Hirsingue

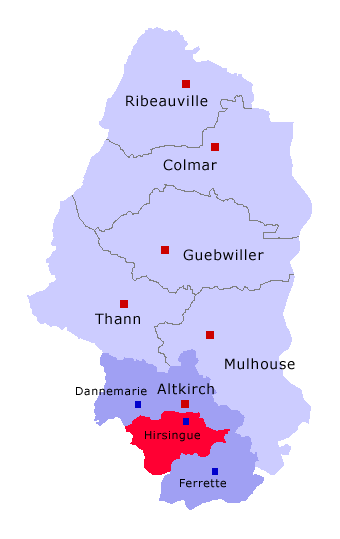
Lage des Kantons Hirsingue im Arrondissement Altkirch und im Département Haut-Rhin

Der Kanton Hirsingue war von 1790 bis 2015 ein französischer Wahlkreis im Arrondissement Altkirch, im Département Haut-Rhin und in der Region Elsass.

## Geschichte
Der Kanton wurde am 4. März 1790 im Zuge der Einrichtung der Départements als Teil des damaligen "Distrikts Altkirch" gegründet. Mit der Gründung der Arrondissements am 17. Februar 1800 wurde der Kanton als Teil des damaligen Arrondissements Altkirch (ab 1857 Mulhouse) neu zugeschnitten. Von 1871 bis 1919 gab es keine weitere Untergliederung des damaligen Kreises Altkirch. Am 28. Juni 1919 lag der Kanton wieder im Arrondissement Altkirch. Am 22. März 2015 wurde der Kanton aufgelöst.

## Gemeinden
- Bettendorf
- Bisel
- Feldbach
- Friesen
- Fulleren
- Grentzingen
- Heimersdorf
- Henflingen
- Hindlingen
- Hirsingue (chef-lieu)
- Hirtzbach
- Largitzen
- Mertzen
- Oberdorf
- Pfetterhouse
- Riespach
- Ruederbach
- Saint-Ulrich
- Seppois-le-Bas
- Seppois-le-Haut
- Steinsoultz
- Strueth
- Ueberstrass
- Waldighofen